# 舍普泰
舍普泰，是匈牙利沃什州所辖的一个村，总面积13.98平方公里，总人口809，人口密度57.9人/平方公里（2010年1月1日）。